# Soemerisch

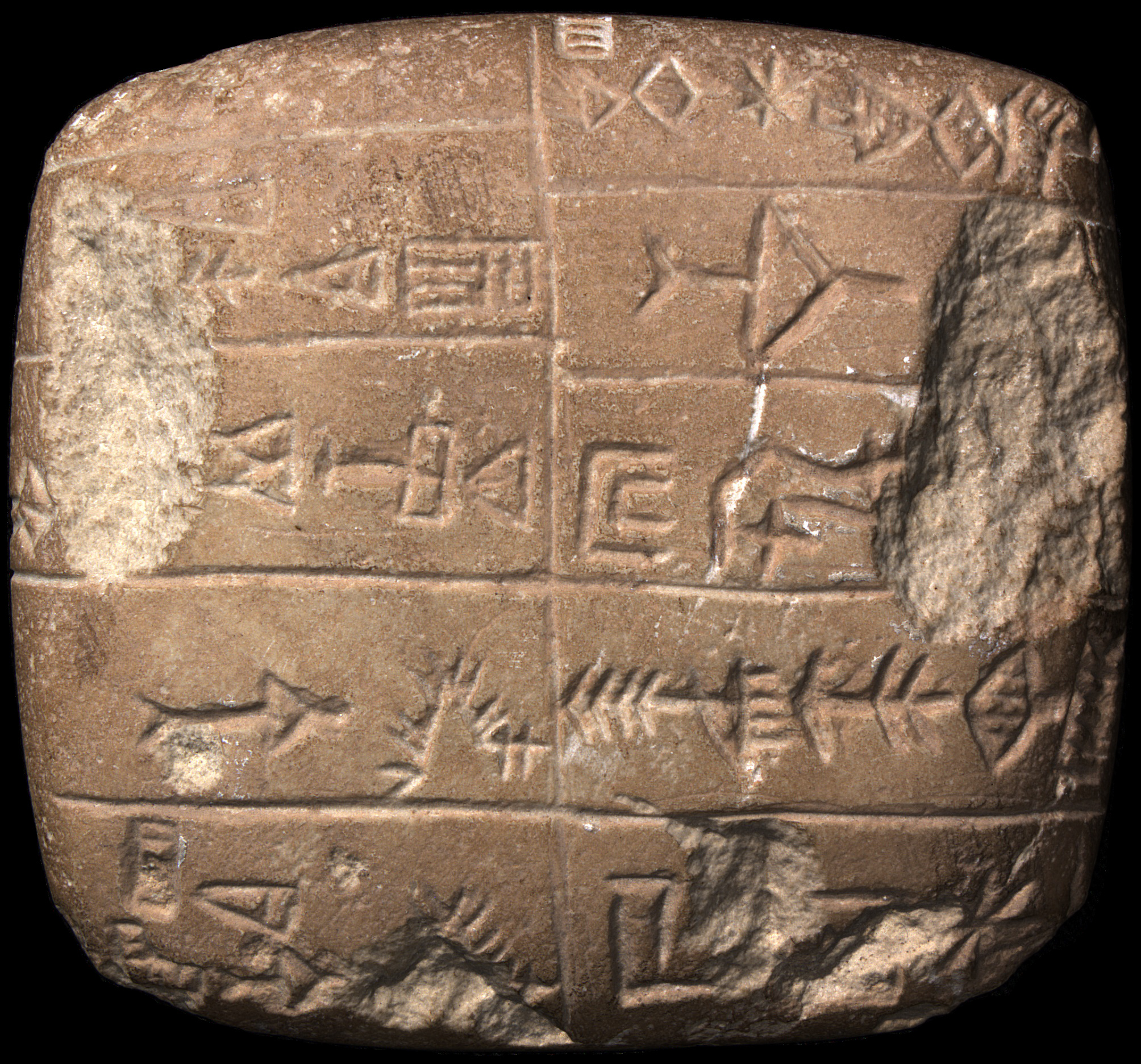
Stenen spijkerschrifttablet met Soemerisch inscriptie daterend uit de 2de Dynastie van Ur (ca. 2430-2400), bewaard aan de Koninklijke Musea voor Kunst en Geschiedenis, Brussel

Het Soemerisch was de taal die gesproken werd door de Soemeriërs, de bewoners van het zuidelijke deel van Mesopotamië. Het is met geen enkele andere bekende taal verwant en geldt daarom als een isolaat. 

## Kenmerken
Het Soemerisch was een agglutinerende en ergatieve taal die met zekerheid vanaf het late vierde millennium tot ca. 2000 v.Chr. gesproken werd. Met betrekking tot de proto-literaire spijkerschriftteksten uit de Urukperiode is er nog steeds wetenschappelijk debat over de vraag in hoeverre deze teksten reeds attestaties zijn van de Soemerische taal. In dat geval is het Soemerisch de oudst bekende taal uit het verleden van de mens, overgeleverd dankzij het feit dat het neergeschreven werd in het spijkerschrift vanaf het late vierde millennium. De taal op zich is uiteraard ouder, alleen daar zijn geen materiële bewijzen voor. De Uruk-teksten kunnen echter wellicht ook gezien worden als een pictografisch/ideografisch schrift, onafhankelijk te gebruiken van een specifieke taal.
Het Soemerisch is een van de eerste talen of misschien wel de eerste taal waarvoor een schrift ontwikkeld is en die kan bogen op een uitgebreide literatuur.

## Verdwijnen van de taal
Na ongeveer 2000 v.Chr. werd het Soemerisch als gesproken taal voorgoed verdrongen door de nieuw in Mesopotamië geïntroduceerde Semitische talen, het Akkadisch. Het Soemerisch bleef daarna echter nog wel in gebruik als cultuurtaal en voor beleving van de godsdienstige tradities. Pas in de eerste eeuw v.Chr. kwam ook daar definitief een eind aan. Al die tijd werd het Soemerisch neergeschreven in het spijkerschrift maar toen in Mesopotamië eerst het Aramees en later het Grieks met hun respectievelijke alfabetten de dominant gebruikte talen werden, verdrongen ze het spijkerschrift, waardoor ook het Soemerisch verdween. Vele generaties geleerden uit het oude Mesopotamië hebben zich daarom deze taal eigen moeten maken als onderdeel van hun opleiding tot schrijver. De bewaard gebleven woordenlijsten die voor dat doel gebruikt werden, zijn van onschatbare waarde geweest voor het moderne wetenschappelijke onderzoek.